# Michael Lazarides
Michael Lazarides  (n. 30 de noviembre de 1928 (96 años) ) es un botánico y destacado agrostólogo australiano. Se desarrolla científicamente como taxónomo vegetal, en la "División de Estudios de Tierras, CSIRO, Canberra.

## Algunas publicaciones

### Libros
- 1970. The grasses of Central Australia. 282 pp.
- 1972. A revision of Australian Chlorideae (Gramineae). 51 pp.
- 1980.  The tropical grasses of Southeast Asia: excluding bamboos. 225 pp.
- 1988. A Checklist of the Flora of Kakadu National Park and Environs, Northern Territory, Australia. 42 pp. ISBN 0-642-52600-1
- 1995. The genus Eriachne (Eriachneae, Poaceae). 98 pp.

## Honores
Entre 1965 a 1966 fue botánico australiano oficial de enlace.

### Epónimos
- (Amaranthaceae) Ptilotus lazaridis Benl[2]
- (Leguminosae) Acacia lazaridis Pedley[3]
- (Leguminosae) Racosperma lazaridis (Pedley) Pedley[4]
- (Mimosaceae) Acacia lazaridis Pedley[5]
- (Mimosaceae) Racosperma lazaridis (Pedley) Pedley[6]
- (Poaceae) Aristida lazaridis B.K.Simon[7]
- (Poaceae) Aristida lazaridis B.K.Simon[8]
- (Poaceae) Micraira lazaridis L.G.Clark, J.F.Wendel & Craven[9]

- La abreviatura «Lazarides» se emplea para indicar a Michael Lazarides como autoridad en la descripción y clasificación científica de los vegetales.[10]